# دراموند بون
دراموند بون (بالإنجليزية: Drummond Bone)‏ هو مدرس بريطاني، ولد في 11 يوليو 1947 في Ayrshire ‏ في المملكة المتحدة.